# Festival di San Sebastián 1972
La 20ª edizione del Festival internazionale del cinema di San Sebastián si è svolta a San Sebastián dal 10 al 19 luglio 1972.

## Selezione ufficiale

### Concorso
- Églantine, regia di Jean-Claude Brialy
- Detective privato... anche troppo (Follow Me!), regia di Carol Reed
- L'ultimo buscadero (Junior Bonner), regia di Sam Peckinpah
- L'uomo dal cervello trapiantato (L'Homme au cerveau greffé), regia di Jacques Doniol-Valcroze
- Il dubbio (La duda), regia di Rafael Gil
- La polizia ringrazia, regia di Steno
- I lautari (Lăutarii), regia di Emil Vladimirovici Loteanu
- Re Magi (Meztelen vagy), regia di Imre Gyöngyössy
- Morbo, regia di Gonzalo Suárez
- Something to Hide, regia di Alastair Reid
- Svatba bez prstýnku, regia di Vladimír Cech
- Fango, sudore e polvere da sparo (The Culpepper Cattle Company), regia di Dick Richards
- Truman Capote: la corruzione il vizio e la violenza (The Glass House), regia di Tom Gries
- Tsutisopeli, regia di Shota Nanagadze e Nodar Nanagadze
- Uma Abelha na Chuva, regia di Fernando Lopes
- Zabijcie czarna owce, regia di Jerzy Passendorfer

### Fuori concorso
- Ma papà ti manda sola? (What's Up, Doc?), regia di Peter Bogdanovich

## Premi
- Concha de Oro: Truman Capote: la corruzione il vizio e la violenza (The Glass House), regia di Tom Gries
- Concha de Plata alla migliore attrice: Mia Farrow, per Detective privato... anche troppo (Follow Me!)
- Concha de Plata al miglior attore:
  - Fernando Rey, per Il dubbio (La duda)
  - Chaim Topol, per Detective privato... anche troppo (Follow me!)